# 韶山3型電力機車
韶山3型電力機車（SS3），是中國鐵路的第二代電力機車车型之一，是由株洲电力机车厂和株洲电力机车研究所吸收了韶山1型、韶山2型电力机车的成熟经验后，于1979年研制成功的客、货两用干线电力机车，1986年投入批量生产。早期的韶山3型电力机车采用了级间相控调压，作为调压开关调压向全相控调压的过渡方案。1991年，株机厂与株机所对韶山3型电力机车进行技术改进，改为采用晶闸管相控平滑调压，并对转向架、电阻制动等方面作出改进，称为韶山3型4000系，于1992年起投入批量生产。除了株洲电力机车厂，大同电力机车厂、资阳机车厂、太原机车车辆厂均曾经生产韶山3型电力机车，至2006年停产，累计产量超过1500台。

## 发展历史

### 背景
随着中国半导体工业的发展，株洲电力机车研究所于1970年代初成功试制200安／800伏的大功率可控硅元件（晶闸管），并应用这种新元件对韶山2型电力机车进行技术改造，将原牵引电路中的桥式硅整流机组改装成为采用可控硅的半控桥式整流机组，从而取消了原来的有级调压的高压调压开关系统，成为中国第一台实现相控无级调压调速、恒流恒速控制的电力机车。对于应将晶闸管调压技术用于韶山1型电力机车的技术改造还是用来研制新型晶闸管相控调压八轴电力机车的问题，经过铁道部门的考虑，认为既要考虑技术的进步，也要考虑铁路运输的急需，建议先将韶山1型机车改为晶闸管级间平滑调压（即后来的韶山3型电力机车），随后再开展八轴晶闸管相控调压电力机车的研制（即后来的韶山4型电力机车）。

### 研制
1977年11月，根据中华人民共和国铁道部下达的设计任务书，田心机车车辆工厂和株洲电力机车研究所在学习法国进口6G型电力机车先进技术、总结韶山1型、韶山2型电力机车成熟经验的基础上，开始研制韶山3型电力机车。
韶山3型机车是中国铁路第二代电力机车，采用桥式全波整流、低压侧调压开关与晶闸管相控相结合的调压方式，实现了调压开关8级级间晶闸管相控平滑调压。这种调压方式实际上是调压开关调压向全相控调压两个发展阶段之间的过渡方案，由于中国当时大功率晶闸管的制造技术水平相对落后，采用级间相控调压能够降低晶闸管容量，从而避免直接上马相控电力机车带来的技术风险。在研制过程中，田心机厂和株机所曾经以韶山1型031号机车作为技术验证车，将原来的全波二極管整流、低壓側調壓開關改造为级间相控平滑调压，试验结果显示机车性能有较大改善，与原来有级调压相比，机车起动牵引力提高了13%～18%，坡停起动时机车发挥功率提高了2～4倍。

### 试验

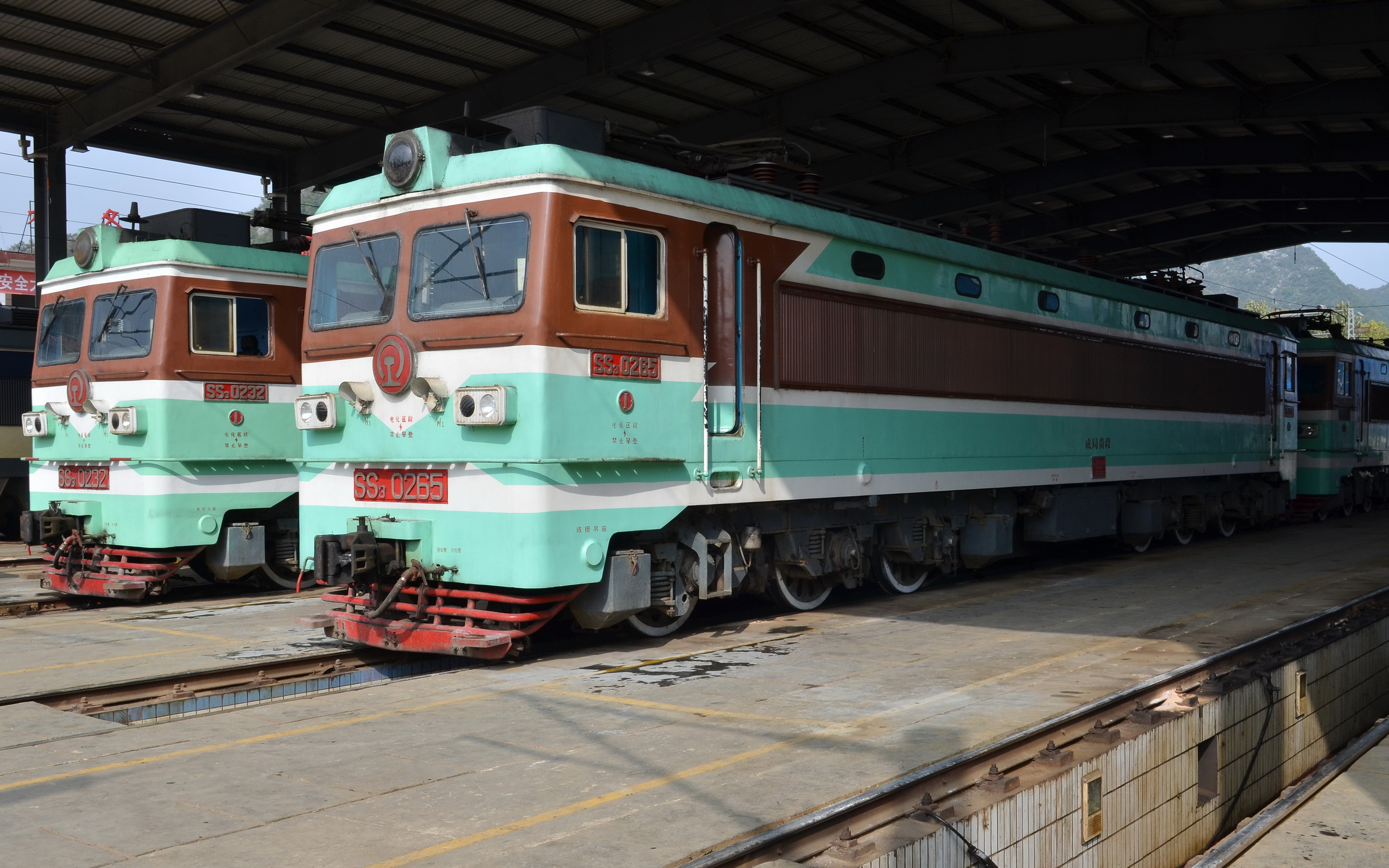
韶山3型0265、0232号机车（未按4000系标准进行改造）

1978年12月30日，首台韶山3型机车（0001）在田心机车车辆厂顺利落车，1979年3月试制完成出厂，随后在铁道部铁道科学研究院北京环形铁道进行了第一期性能试验，试验中发现机车存在一些较大的技术问题，决定回厂改进。经过对主变压器、调压开关、恒流控制环节、空转保护环节、悬挂系统等方面的调整和改进，韶山3型0001号机车于1980年3月再次赴北京进行第二期性能试验，经过近两个月的试验，证明机车各项主要性能指标均已经达到设计要求；在此期间， 时任中国铁道部部长郭维城、副部长刘建章曾于1980年4月30日来到环形铁道视察韶山3型电力机车。1980年7月至1982年11月，这台机车配属成都铁路局马角坝电力机务段，在宝成铁路投入运行考核，期间总运行里程超过21万公里；后来经返厂解体检查，情况基本良好。1982年12月29日，铁道部在株洲厂召开
技术鉴定会，韶山3型电力机车通过部级技术鉴定。
完成技术鉴定后，株洲电力机车厂开始小批量生产韶山3型机车；至1989年，第一批42台机车进入成都铁路局六盘水机务段服役。到1992年共生产677台（0001～0677）。1990年起，大同机车厂开始转产电力机车，大同厂按照株洲厂的图纸试制的第一台韶山3型电力机车于1990年9月15日竣工，到1992年共生产了95台（6001～6095）。韶山3型电力机车曾获国家科技进步二等奖、国家优质产品奖。
此外，韶山3型电力机车也曾经先后三次参与中国铁路的两次重载试验。1983年11月25日，为配合大秦铁路的建设，北京环形铁道进行了中国铁路首次万吨重载试验，韶山1型、韶山3型电力机车双机牵引重载货物列车，总重10081吨，列车全长1748米，编组共102节。1988年，大秦铁路二期工程完成并开通运营，1990年在大秦线上进行了万吨重载列车运行试验。1990年6月10日，韶山3型电力机车双机重联牵引万吨重载列车运行试验获得成功，列车全长1.7公里，牵引总重为10698吨，其紧急制动距离不到800米。

### 改进

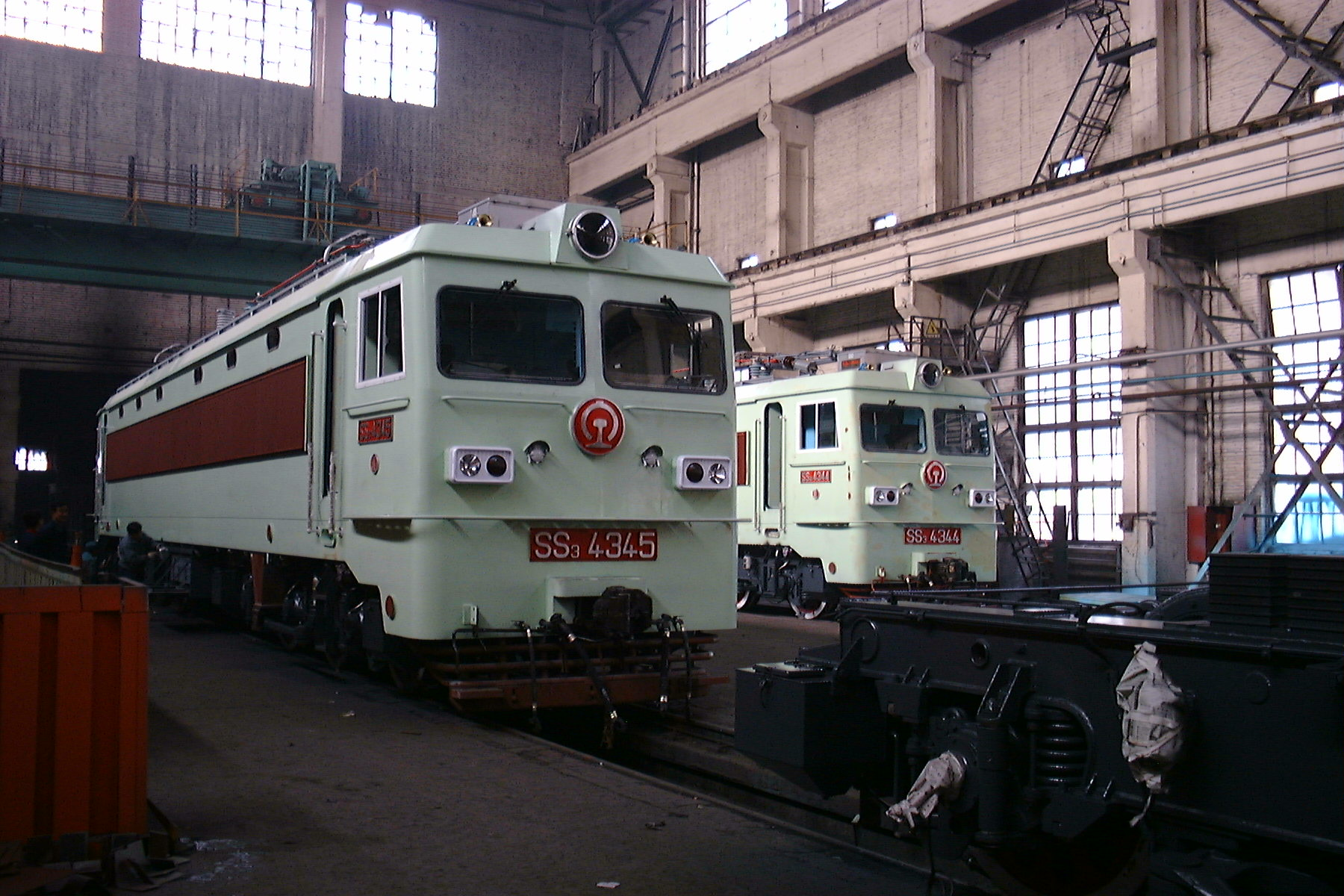
大同机车厂内正在组装的韶山3型4000系电力机车（1999年）

韶山3型电力机车是在1970年代末设计定型的产品，经过长时间的试验、生产和运用，其固有缺点开始凸显出来，主要是粘着利用系数不高；而随着中国的晶闸管相控调压技术在电力机车上的应用日趋成熟，原本采用调压开关和晶闸管结合级间平滑调压的韶山3型机车也完成了其过渡角色。1991年，株洲电力机车研究所、成都铁路局和株洲电力机车工厂联合按照“标准化”、“系列化”要求对韶山3型电力机车进行技术改造，选定了马角坝机务段的韶山3型0123号机车进行试验，主要改进包括，以晶闸管相控平滑调压代替原调压开关级间调压，并采用两台转向架分别供电的主电路结构，更新电子控制系统并新增防空转保护，改用加馈电阻制动以扩大电制动范围；采用平行牵引拉杆降低牵引点高度、减少轴重转移。经过改造后的韶山3型0123号机车于1991年7月投入运行考核，试验证明其粘着利用比改造之前提高了10%，且牵引电动机和电子系统故障率大大降低。改造后的韶山3型机车更加适应山区铁路曲线小、坡度长、载重大的特性，越来越多地运用在宝成、成昆、成渝、川黔等线路，为西部大开发增添了新的动力。
经过改进后的韶山3型电力机车称为韶山3型4000系，自1992年开始批量生产。株洲电力机车厂累计生产251台（4001～4008；4085～4104；5029～5251）。根据铁道部统一安排，韶山3型4000系的设计图纸转交其他机车制造厂共同生产。自1993年至2006年，大同机车厂生产了525台（4009～4084；4108～4556）；自2000年至2002年，资阳机车厂生产了57台（8001～8057）；1994年，太原机车车辆厂试制了3台（4105～4107），这也是该厂生产的第一种电力机车。到2006年，韶山3型4000系列合计产量达到836台。而1993年之前生产的韶山3型电力机车，其中大部分在后来大修时均按照4000系改进型的标准进行了技术改造，主要由宝鸡机车检修厂、大同电力机车公司、南车洛阳机车公司、太原轨道交通装备公司等机车检修单位负责。目前使用韶山3型电力机车的铁路局包括广州铁路集团、成都铁路局、昆明铁路局、兰州铁路局和呼和浩特铁路局等中国铁路总公司辖下单位；鄭州鐵路局亦曾使用本型機車，擔當中港貨櫃列車在內地段的本務機。此外，广西沿海铁路有限公司于2015年从南宁铁路局购置50台本型机车，用于牵引南宁南站和黎塘站到防城港站和钦州站区间的货运列车。
韶山3型4000系机车早期曾被称为“韶山3B型”，但未获铁道部批准采用新型号，官方规范的命名仍沿用韶山3型，而正式的韶山3B型是由2002年开始生产的韶山3B型双机重联电力机车。中国的铁路爱好者对前者用“小3B”，后者用“大3B”的称呼以示区别。

### 停产与退役
2006年起，韶山3型机车停产。从2009年中国铁路调图后，隨著更多新型的和諧型機車陸續上線，韶山3型机车陆续退出服務，目前配属成都铁路局的韶山3型機車只剩餘269台，並陆续報廢拆解。

## 机车编号
| 机车编号                         | 数量 | 制造厂         | 生产年份      | 备注                                   | 照片 |
| -------------------------------- | ---- | -------------- | ------------- | -------------------------------------- | ---- |
| 0001～0677                       | 677  | 株洲电力机车厂 | 1978年—1992年 | 绝大部分已按韶山3型4000系标准进行改造  |      |
| 6001～6095                       | 95   | 大同机车厂     | 1990年—1992年 | 绝大部分已按韶山3型4000系标准进行改造  |      |
| 4001～4008 4085～4104 5029～5251 | 251  | 株洲电力机车厂 | 1992年—2006年 |                                        |      |
| 4009～4084 4108～4556            | 525  | 大同机车厂     | 1992年—2006年 | 4059与4062号机车改造为韶山3C型电力机车 |      |
| 4105～4107                       | 3    | 太原机车车辆厂 | 1994年        |                                        |      |
| 8001～8059                       | 59   | 资阳机车厂     | 2000年—2002年 |                                        |      |

## 技术特点

### 总体布置
韶山3型电力机车是六轴干线客货运通用电力机车，采用双边内走廊，设两端司机室；主要电器设备以机车最重设备主变压器为中央，分平面斜对称布置为主，有利于重量平衡；车顶两端各装一台单臂式受电弓；车顶中部装一台主断路器。为了方便车体减轻自重、满足轻量化要求，同时又增加结构的刚度和强度，传统的底架承载结构型式已不能满足要求，而代之以框架式整体承载结构形式。通风系统采用车体通风方式，侧墙百叶窗是车内设备通风冷却的进风窗口，百叶窗采用竖式结构，过滤除尘效果较好，外形美观大方。
机车最大速度100公里/小时，轴式Co-Co，小时功率为4900千瓦，持续功率为4320千瓦，比韶山1型机车提高14.3%，因此机车具有较大的牵引力。机车轮周电阻制动功率达4000千瓦，比韶山1型机车电阻制动功率提高25%，两级电阻制动改善了机车低速工况下的制动能力，韶山3型4000系电气制动采用加馈电阻制动。

### 机车主电路

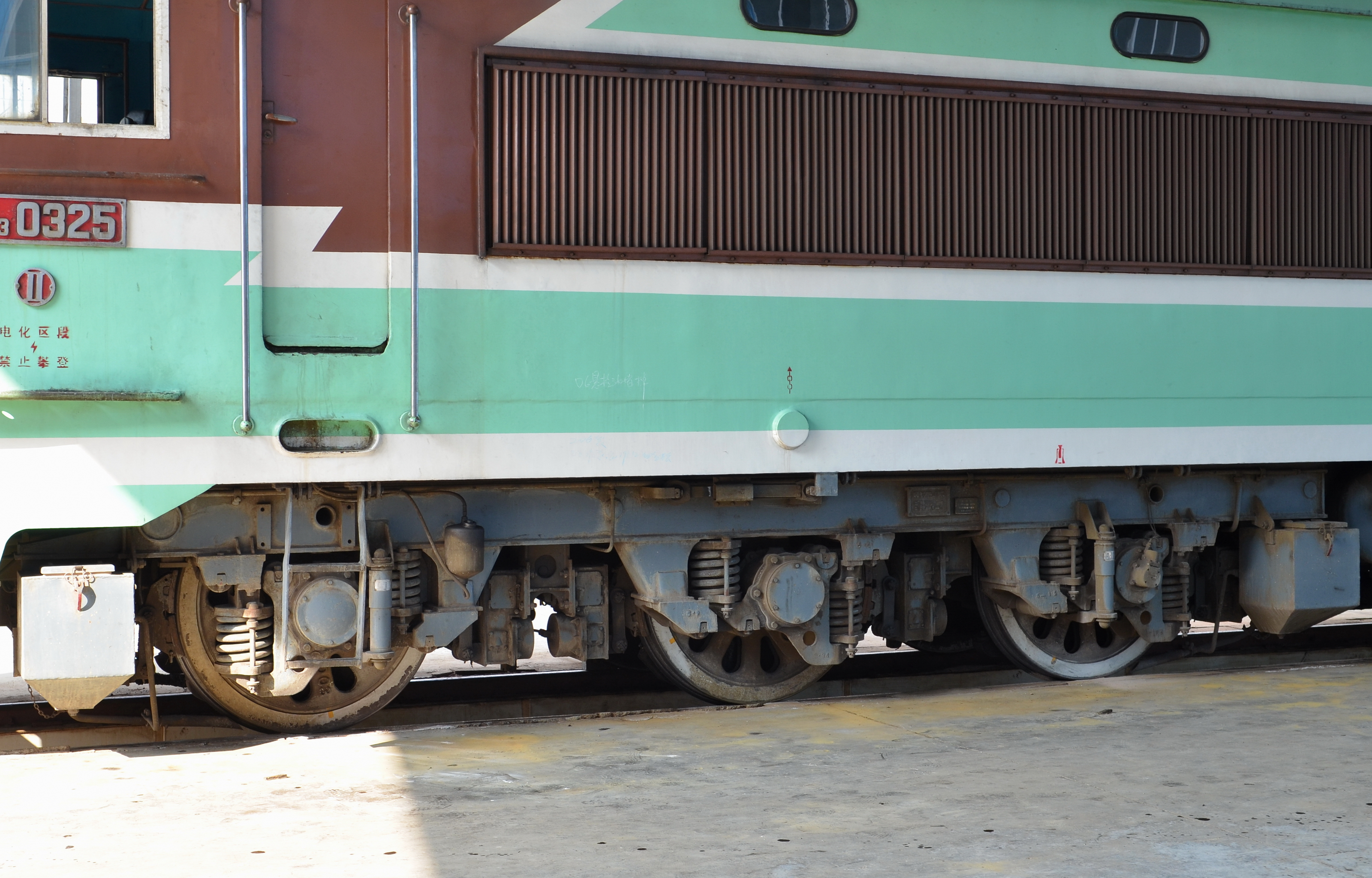
未进行改造的韶山3型电力机车转向架

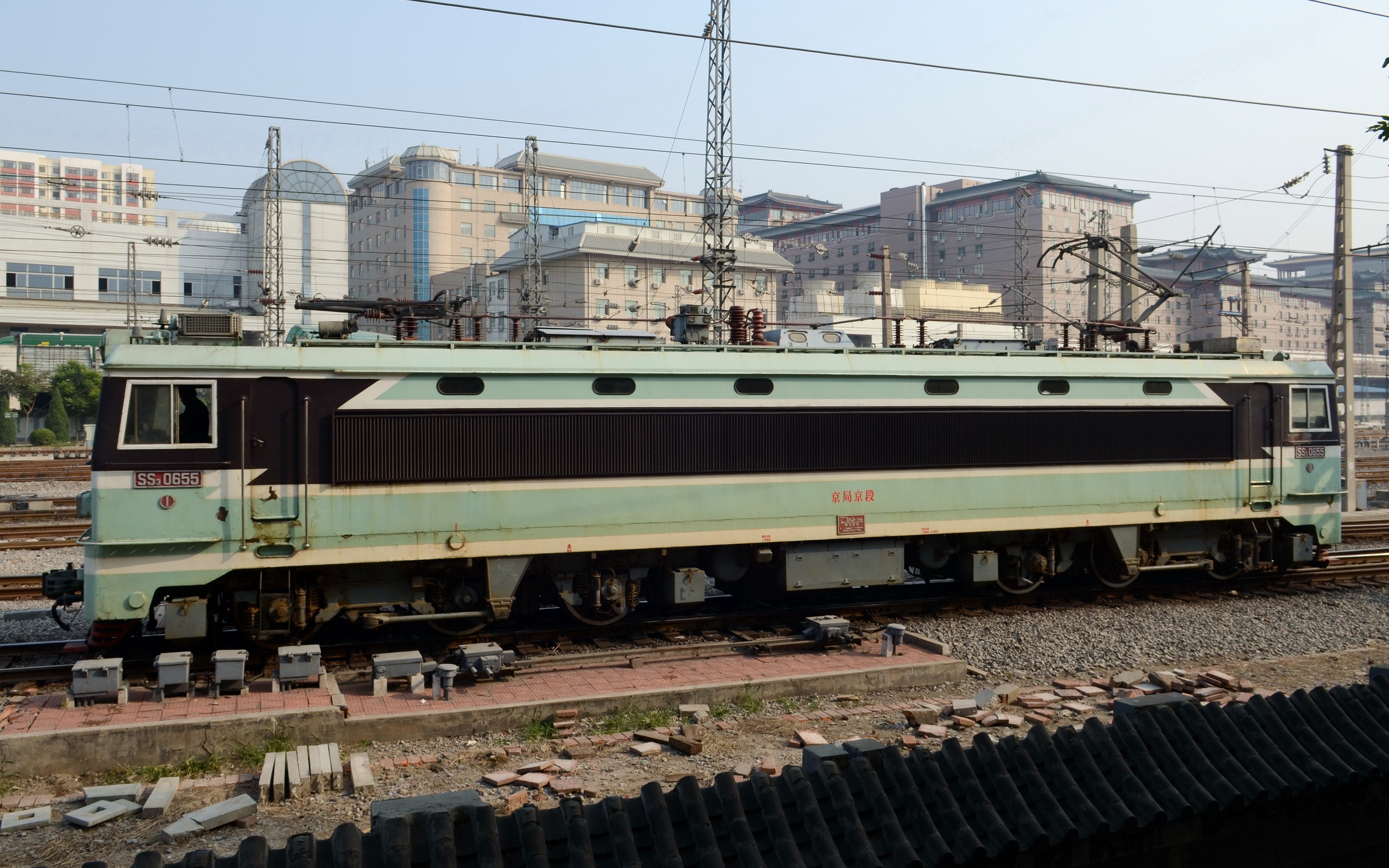
已经按4000系标准进行改造的韶山3型电力机车，转向架采用了平行拉杆牵引装置

韶山3型电力机车是交—直流电传动的单相工频交流电力机车。机车主电路主要是由受电弓、主断路器、高压电流互感器、主变压器、硅整流装置、牵引电机、高压电器柜、平波电抗器、制动电阻柜及电路保护装置等组成，是产生机车牵引力和制动力的主体电路。接触网导线上的25千伏单相工频交流电电流，经受电弓进入机车后经过主断路器再进入主变压器，交流电从主变压器的牵引绕组经过硅机组整流后，向六台分两组并联的牵引电动机集中供应直流电，使牵引电动机产生转矩，将电能转变为机械能，经过齿轮的传递驱动轮对。
韶山3型电力机车采用双拍全波桥式整流、低压侧调压开关与晶闸管相控相结合的调压方式，利用低压侧调压开关实现8个大调压级和在每级内利用晶闸管相控无级调压，实现了调压开关8级级间晶闸管相控平滑调压，获得了相当于8段相控无级调压特性。这种调压方式既保留了调压开关功率因数较高、谐波分量和通信干扰较小的特点，又具有平滑无级调压充分利用机车粘着重量的特点。由于采用级间平滑调压加上恒流限制控制，使机车具有较好的加速特性。
随着中国的大功率晶闸管制造技术日趋成熟，且级间平滑调压仍然采用调压开关级间转换，主电路系统相对复杂，因此韶山3型4000系机车改为全相控调压方式，采用晶闸管不等分三段半控桥式相控无级调压。

### 转向架
机车走行部为两台完全相同的三轴转向架。首台韶山3型电力机车出厂时曾经装用均衡梁组合式转向架，与韶山1型电力机车转向架基本相同，但在运用考核中发现均衡梁容易失稳从而引起轴重分配不均，且使用中均衡梁作用不灵活、空转现象严重。为此，株洲电力机车厂于1983年决定在不改变转向架原本技术参数和机车其他部件的前提下，参考ND4型、东风4型柴油机车转向架的长处，简化韶山3型机车转向架结构，取消均衡梁改为独立悬挂，一系悬挂采用轴箱螺旋钢弹簧与弹性定位拉杆悬挂结构，增大一系悬挂轴箱拉杆的总横向刚度，以减少磨耗件和减轻簧下重量；转向架二系悬挂由双中央支承体牵引改成橡胶堆全旁承承载加横向油压减振器，改善转向架受力情况；牵引力和制动力通过牵引中心销传递。轴箱轴承采用能承受轴向和径向的滚动轴承。但由于其中心销式牵引装置因电机悬挂妨碍了中心销位置下移，因此其牵引位置较高，不利于机车的粘着利用。韶山3型4000系电力机车的牵引装置改为采用平行拉杆牵引装置结构，将牵引点高度由距轨面750毫米降至460毫米，减少转向架的轴重转移，有效提高机车最大粘着率的发挥。
每台转向架装用三台带有补偿绕组、四极、高电压的ZQ800-1型串励脉流牵引电动机，小时功率为800千瓦，持续功率720千瓦，额定电压为1550伏。牵引电机采取抱轴式悬挂、双侧刚性斜齿传动方式。基础制动采用单元制动器。

## 机车命名

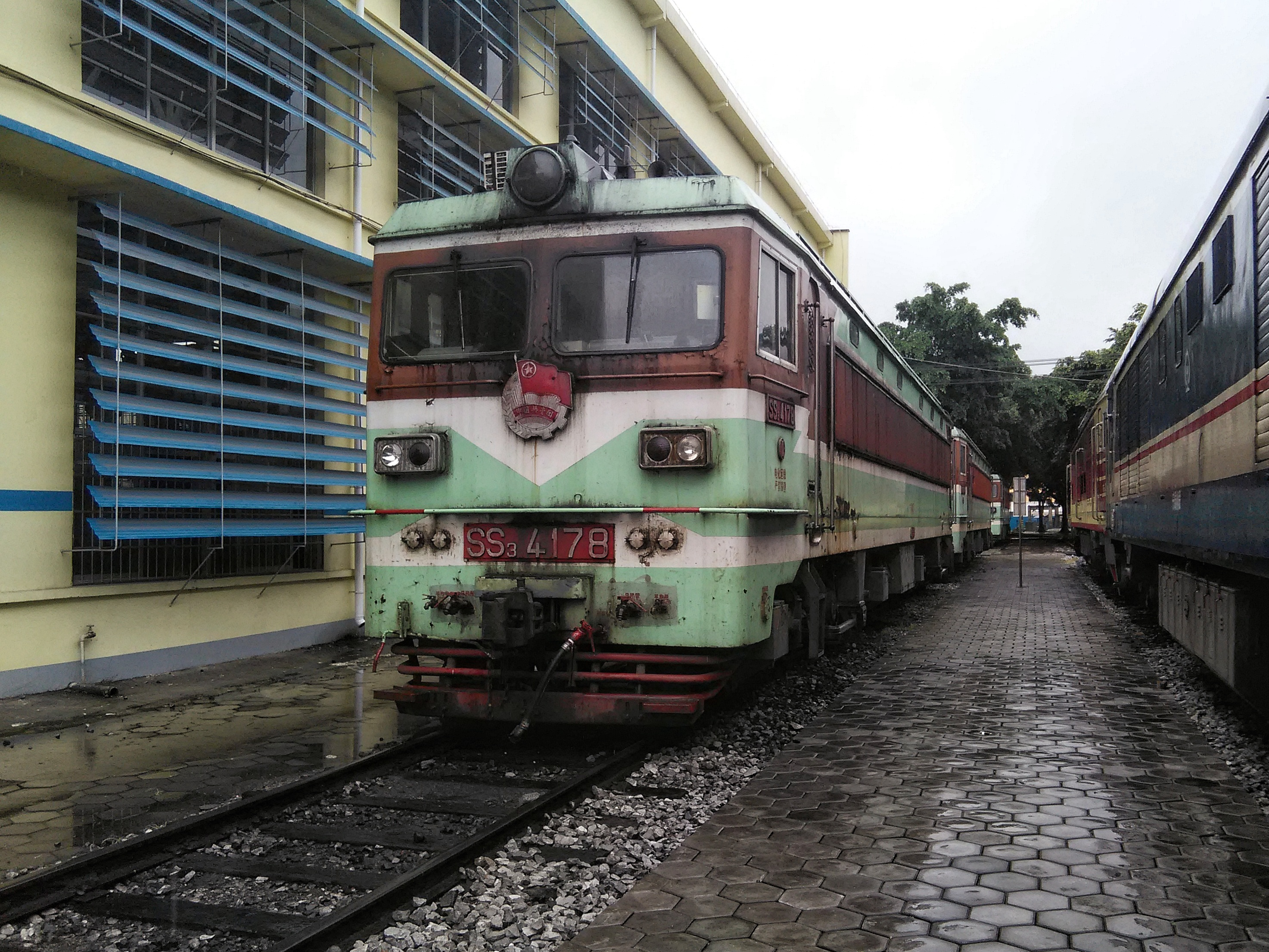
SS3-4178“共青团号”机车，拍摄于2015年6月14日。这台机车由南宁铁路局柳州机务段转配给广西沿海铁路公司南宁南机务运用段后，继续被命名为“共青团号”。

| 机车编号  | 名称                  | 配属                             | 备注                                                               |
| --------- | --------------------- | -------------------------------- | ------------------------------------------------------------------ |
| SS3-0454  | 先锋号                | 成都铁路局贵阳机务段             |                                                                    |
| SS3-0524  | 青年号                | 武汉铁路局江岸机务段             |                                                                    |
| SS3-4160  | 共青团号              | 广西沿海铁路公司南宁南机务运用段 | 曾配属于南宁铁路局南宁机务段                                       |
| SS3-4178  | 共青团号              | 广西沿海铁路公司南宁南机务运用段 | 曾配属于南宁铁路局柳州机务段                                       |
| SS3-4235  | 青年文明号            | 成都铁路局重庆机务段             |                                                                    |
| SS3-4258  | 党员先锋号            | 成都铁路局重庆机务段             |                                                                    |
| SS3B-5035 | 雷锋号                | 兰州铁路局迎水桥机务段           | 已摘牌，由和諧3D型電力機車0035取代                                 |
| SS3B-5038 | 青年文明号            | 兰州铁路局迎水桥机务段           |                                                                    |
| SS3-5068  | 青年文明号            | 广州铁路集团怀化机务段           |                                                                    |
| SS3B-5151 | 扶贫先锋号 ꎭꄏꂴꅑꉸ | 成都铁路局西昌机务段             | 原共青团号，原有的青年包乘组挂牌现已改为机车正脸路徽位置的一个团徽 |
| SS3B-5162 | 五四青年号            | 昆明铁路局昆明机务段             |                                                                    |
| SS3B-5235 | 共青团号              | 成都铁路局成都机务段             | 已摘牌并转配至西昌机务段                                           |

## 车辆保存

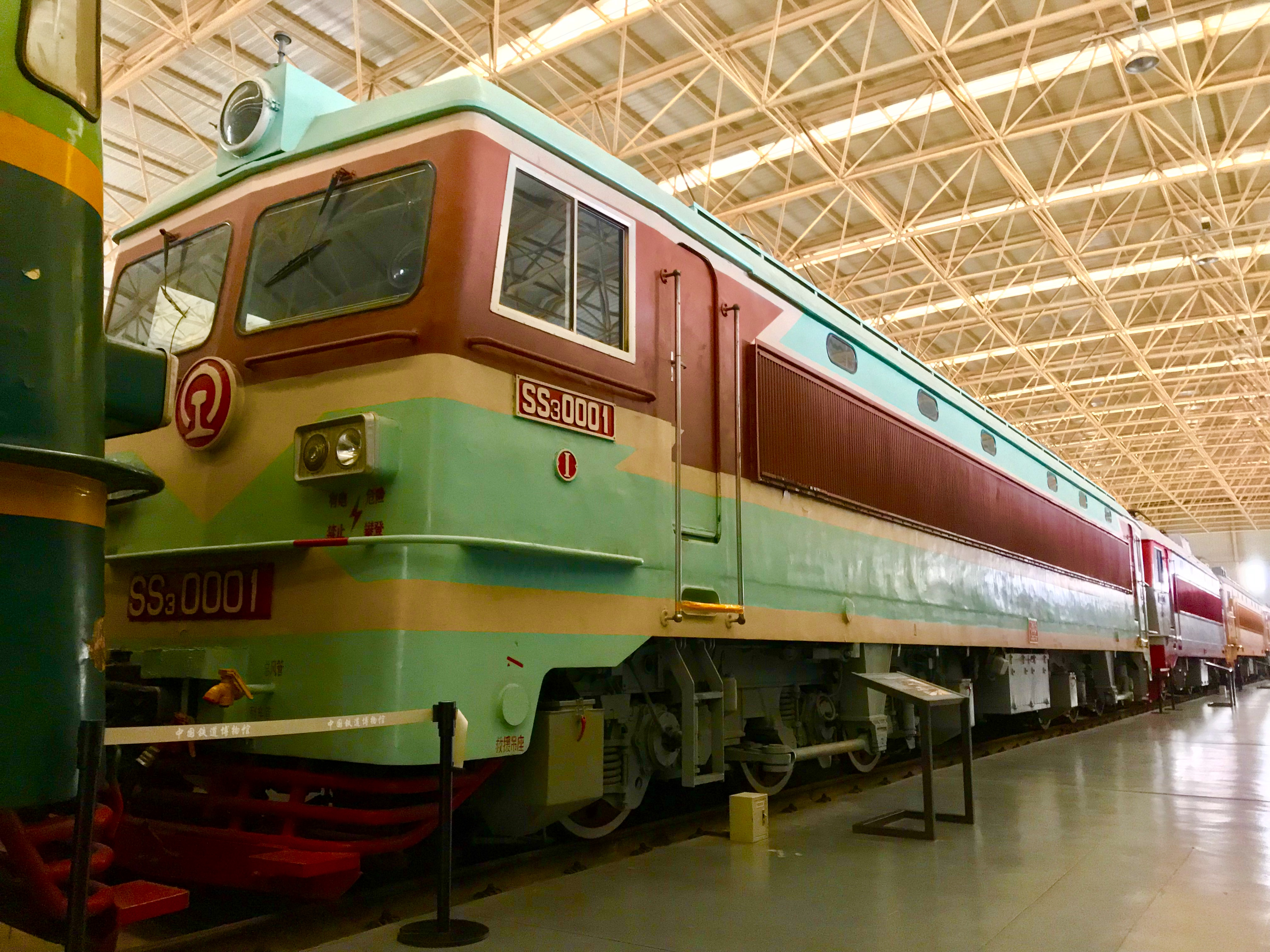
保存于中国铁道博物馆的韶山3型0001号电力机车

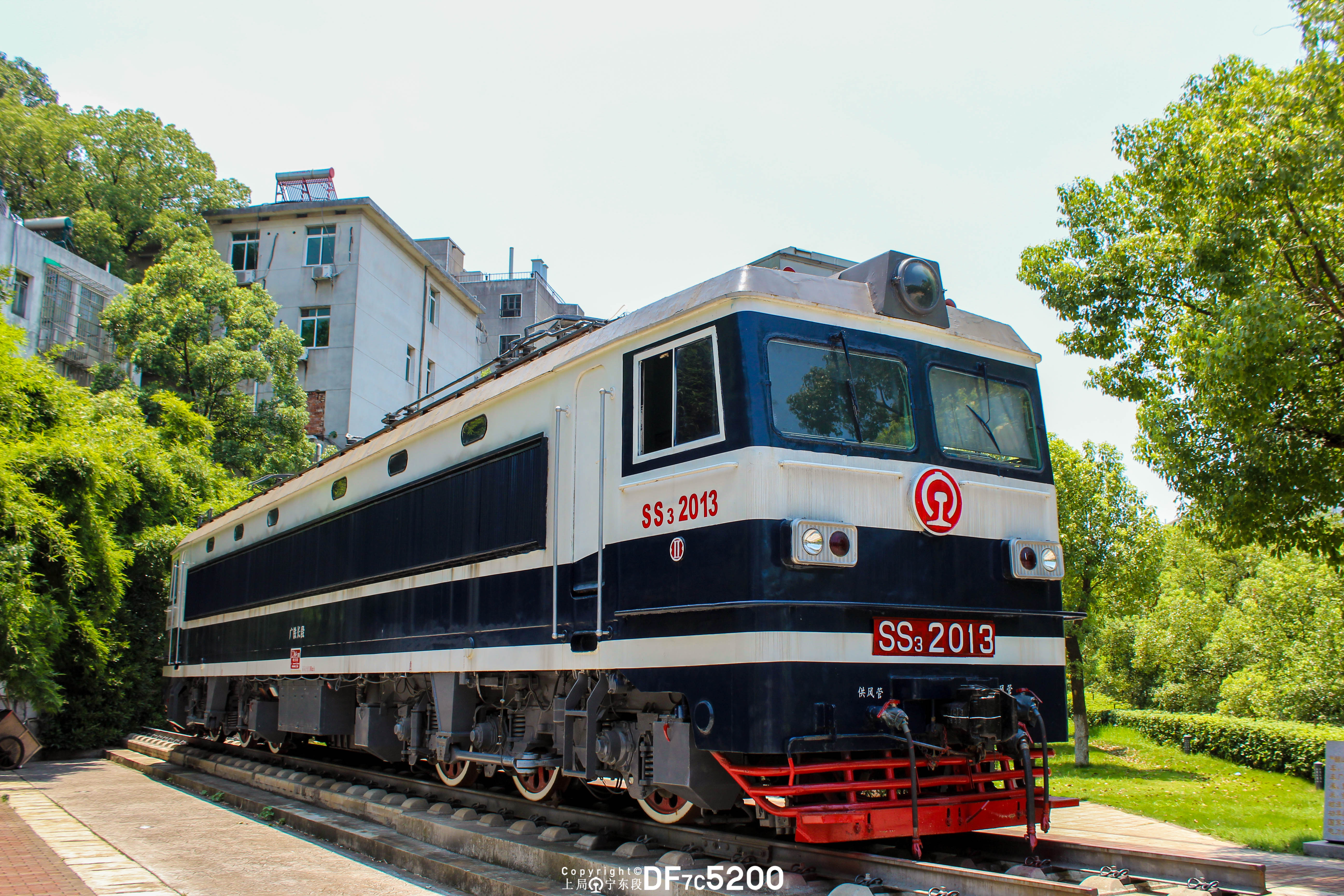
原韶山3型0023号机车交由中南大学铁道学院后，车号改为2013号保存展示，并作为教学用车使用。

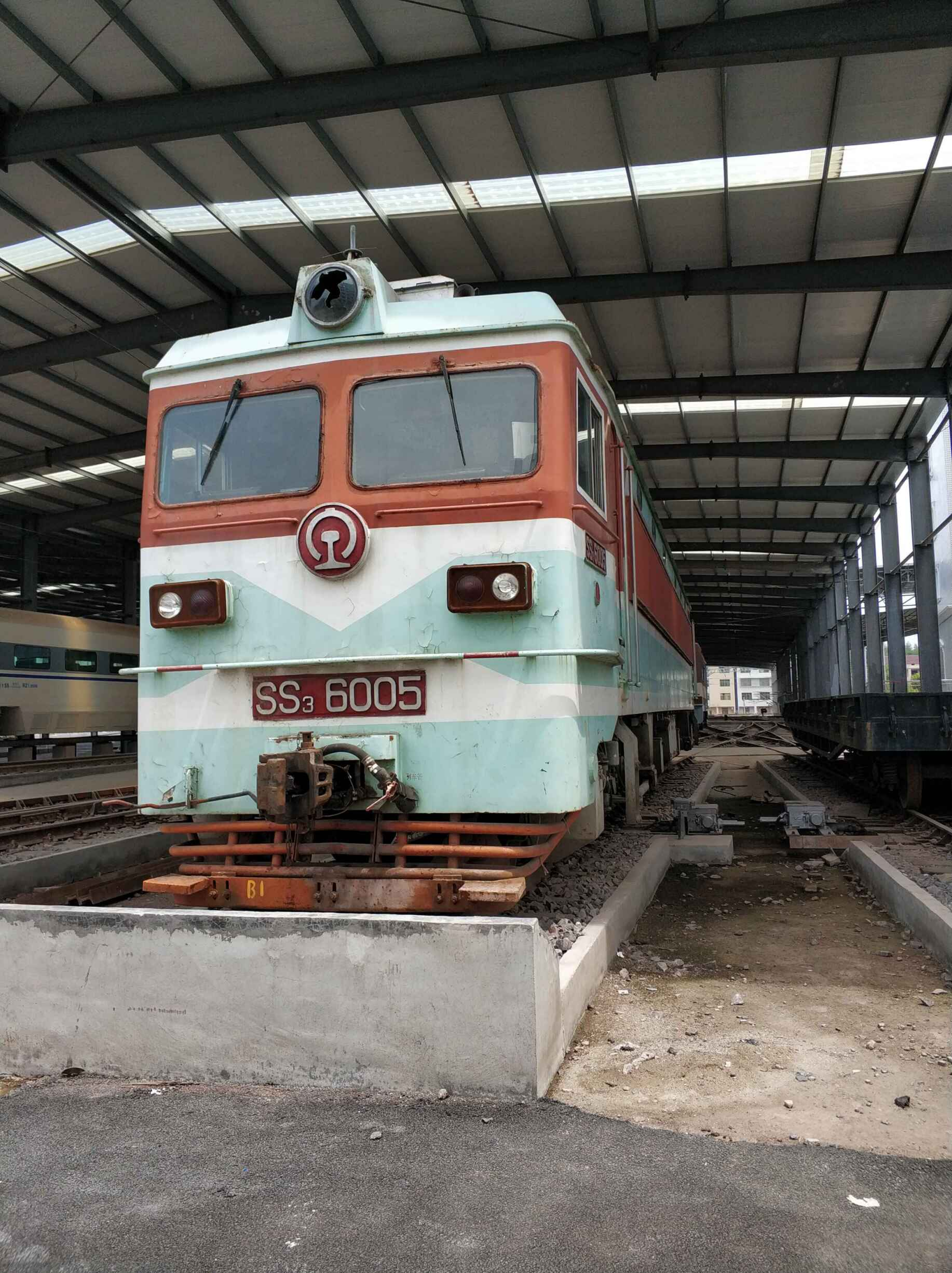
存放于湖南交通工程学院的韶山3型6005号机车

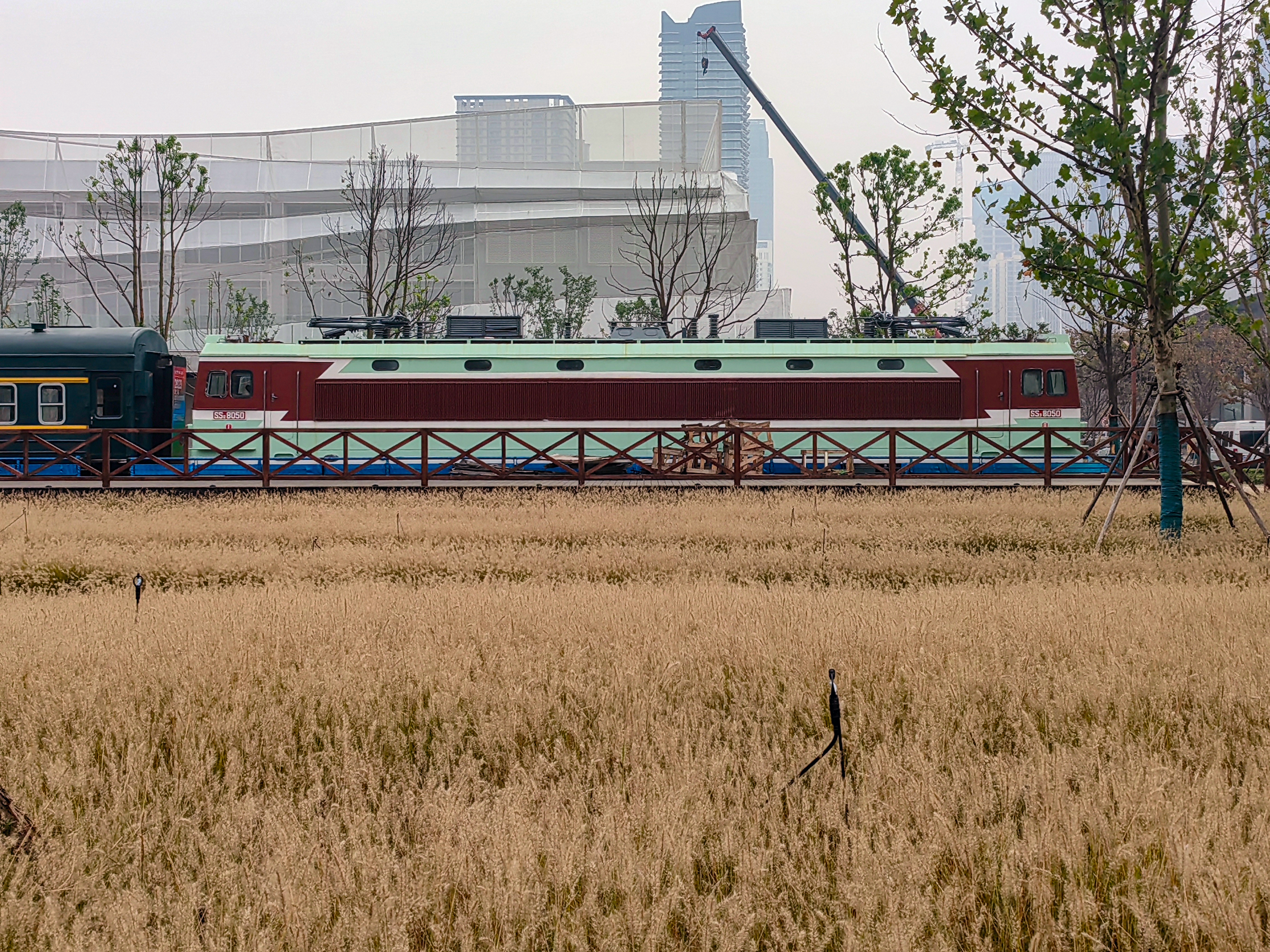
旧武昌北站调车场区域的韶山3型8050号机车

- 韶山3型0001号机车，2012年退役，同年12月交付中国铁道博物馆永久收藏。
- 韶山3型0023号机车，在与韶山3型0145号机车对换编号后，于2013年9月由北京铁路局移交中南大学铁道学院保存展示，并将车号更改为2013号。
- 韶山3型0054号机车，原配属于兰州铁路局兰州西机务段，现存放在中国铁道博物馆进行展示。
- 韶山3型0450号机车，现存放在柳州铁道职业技术学院作为教学机车。
- 韶山3型0660号机车，现少量运行在内蒙古自治区呼和浩特市和林格尔县大准线大红城站西侧厂区专用线，该车为深蓝大准公司涂装，原配属大准铁路公司。
- 韶山3型0661号机车，现存放在大准铁路公司燕庄折返段，该车为朔黄涂装。
- 韶山3型0450号机车，现存放在柳州铁道职业技术学院作为教学机车。
- 韶山3型4028号机车，原配属于南昌铁路局福州机务段，现存放在五邑大学进行展示。
- 韶山3型4493号机车，现存放在太原铁路局太原机务段北场展出。
- 韶山3型5080号机车，现已交付廣鐵機車博物館永久收藏。
- 韶山3型6005号机车，1991年大同厂造，原配属西安局安康机务段，现存放在湖南交通工程学院展出。
- 韶山3型8050号机车，原配属成都局重庆机务段，现存放在武昌北站及武昌机务段旧址改造的四美塘铁路遗址公园中。

## 重大事故
- 1992年7月1日清晨5时29分，郑州铁路局襄樊铁路分局六里坪机务段的韶山1型058号机车牵引1605次货物列车，经襄渝铁路运行至十堰市境内的花果站时，因扒乘货车的三名农民将列车机后第8位车辆其中一端折角塞门关闭，导致列车制动失灵，与停留在花果站3道、由两台韶山3型电力机车双机牵引的1608次货物列车正面相撞，并引发大火，造成机车乘务员死亡4人、重伤1人，机车报废三台、大破一台，22辆货车报废，直接经济损失900多万元人民币，中断襄渝铁路行车4小时26分。
- 1992年10月6日中午12时07分，兰州铁路局兰州铁路分局兰州西机务段的韶山3型0363号机车，牵引兰州开往西安的446次旅客列车，运行至陇海铁路桑园子至骆驼巷间K1728+875，35～36号钢轨接头处时，因定西工务段违章施工，在没有办理封锁区间手续的情况下在该处更换曲线上股磨耗轨，但对35～36号曲线上股钢轨接头错牙未做处理，造成列车经过该处时机车脱轨，韶山3型0363号机车小破。中断正线行车9小时33分，构成行车重大事故。
- 1994年2月14日凌晨，成都铁路局马角坝电力机务段韶山3型0216号机车，牵引由成都开往兰州的146次旅客列车经由宝成铁路运行，按原计划通过彰明站。但由于之前电务信号工于彰明站下行区段违章处理轨道电路故障，使有车占用区间显示无车占用状态，造成连锁失效。凌晨2时47分，146次列车在彰明站2道通过时，由于3109次货物列车尾部有三辆车未经过警冲标而占用道岔区间，司机发现前方有障碍物，立即采取紧急制动措施，但制动不及与停留3道的3109次货物列车车尾部侧面冲突。事故造成3109次列车运转车长死亡，韶山3型0216号机车小破，146次客车小破6辆，3109次守车中破，中断正线行车1小时28分，构成行车重大事故[11]。
- 1997年4月25日早上，成都铁路局贵阳铁路分局遵义机务段的韶山3型0338号机车，牵引4416次小运转货物列车（编组26辆，总重2144吨）从养龙司站出发后，由于机后第1与第2位车辆风管未连接导致列车制动失灵，列车越过董家坪站冒进区间运行至龙长沟隧道内时，列车后部13辆脱轨颠覆，而前部13辆随机车进入乌江站，与停留在4道的4192次货物列车尾部相撞。造成4192次尾部1辆守车、6辆重车，4416次本务机车与机后10辆重车脱轨颠覆、3辆破损，同时波及3道停留的2109次本务机车及车站调机；4416次与2109次机车乘务员及运转车长共5人受伤，机车报废、中破、小破各1台，货车报废30辆、中破3辆，中断正线行车58小时54分，构成行车重大事故。
- 1999年1月10日下午，成都铁路局成都铁路分局峨眉机务段的韶山3型5090号机车，牵引2423次货物列车运行至成昆铁路回龙庵站2道准备停车时，由于机后第4位车辆折角塞门被关闭导致列车制动失效，列车冒进出站信号机与正在进站的8966次货物列车发生侧面冲突，导致8966次列车守前11～16位车辆与2423次列车机车与机后1～5位车辆颠覆。造成机车大破1台，车辆报废4辆、大破5辆、小破2辆，中断正线行车18小时10分，构成行车重大事故。
- 2001年7月23日下午，郑州铁路局信阳机务段的韶山3型0521号机车（江岸机务段司机值乘），单机从信阳机务段出库准备进信阳站牵引1331次旅客列车时，由于机车单元制动器闸瓦与轮对间的间隙被机车乘务员调节过大，导致机车制动失效，乘务员跳下机车捡石块垫车轮不果，于下午2时45分与正在进站停车的T91次旅客列车以8公里/小时的速度发生侧面冲突，导致T91次列车机后18位硬座车、19位行李车脱轨，构成旅客列车冲突重大事故。
- 2002年7月1日凌晨2时11分，兰州铁路局兰州西机务段的韶山3型0393、0219号机车，重联牵引38004次货物列车运行至陇海铁路骆驼巷站4号道岔处时，重联机车第6轴与机后第1位平车前台车脱轨，中断行车3小时22分，构成列车脱轨险性事故。事故原因是列车从兰州东站开车后重联机车司机打盹睡觉，未缓解机车制动，致使机车动轮热抱，轮箍弛缓、位移所致。
- 2005年3月21日凌晨1时29分，广州铁路集团怀化机务段的韶山3型4146、0505号机车，双机重联牵引10731次货物列车经由湘黔铁路运行，当列车运行至仁里冲至大江口间下行线K359+612处，机后第19位棚车第二轮对右侧车轴发生热切轴脱轨，脱轨车轮甩至下行线右侧，被经由上行线运行的X66次列车的韶山3型0511号机车排障器撞上，构成列车脱轨险性事故。
- 2011年2月25日凌晨，南宁铁路局南宁机务段的韶山3型0098号机车，牵引百色至南宁南的83034次货物列车，于1时29分到达南宁南站北场5道，停车摘钩后计划经北场7道转线入库，于1时44分该机车以17公里/小时的速度越过关闭的7道下行出站信号机，在352号道岔处以12公里/小时的速度与正在进入6道的42080次货物列车发生侧面冲突。事故造成牵引42080次列车的东风4B型3994号机车前端4个轮对脱轨，机后第一位车辆前转向架第1轮对脱轨，而韶山3型0098号机车前3个轮对脱轨、2名乘务员轻伤，构成铁路交通一般B类事故[12]。
- 2013年1月27日上午6时40分，成都铁路局成都机务段的韶山3型5116号机车，牵引41769次列车经由成渝铁路运行。当列车运行到四川省隆昌县境内石燕桥至李市镇间，一辆载重汽车突然从上跨铁路线的省道305线立交桥上坠入铁路，砸到经过该处的41769次列车，导致机车出轨，接触网受损，幸无人员伤亡[13]。

## 参看
- 韶山1型电力机车
- 韶山2型电力机车
- 韶山4型电力机车
- 韶山3B型电力机车

## 外部連結
- （简体中文）南车株洲电力机车有限公司：SS3型电力机车